# Reavivamento (partido político búlgaro)
O Reavivamento ou Renascimento (em búlgaro: Възраждане; romanizado: Vazrazhdane) é um partido político búlgaro de cunho ultranacionalista fundado em 2 de agosto de 2014. É definido por analistas como russófilo, eurocético, anti-OTAN, anti-EUA, além de contrário à vacinação e aos direitos LGBT+.